# Vrydagzynea
Vrydagzynea är ett släkte av orkidéer. Vrydagzynea ingår i familjen orkidéer.

## Bildgalleri

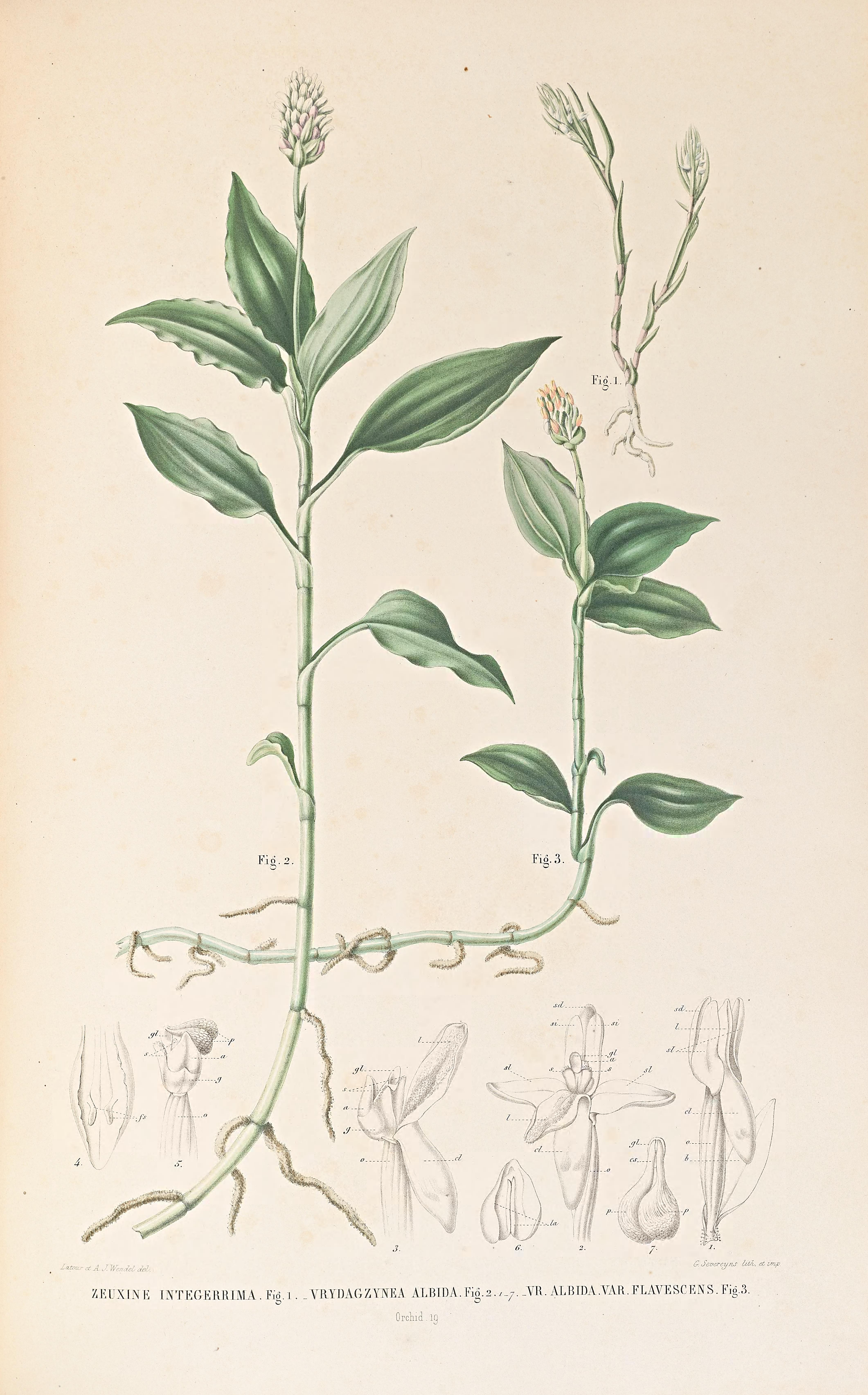

## Dottertaxa tillVrydagzynea, i alfabetisk ordning[1]
- Vrydagzynea albida
- Vrydagzynea albostriata
- Vrydagzynea angustisepala
- Vrydagzynea argentistriata
- Vrydagzynea argyrotaenia
- Vrydagzynea beccarii
- Vrydagzynea bicostata
- Vrydagzynea bractescens
- Vrydagzynea brassii
- Vrydagzynea buruensis
- Vrydagzynea celebica
- Vrydagzynea deliana
- Vrydagzynea densa
- Vrydagzynea elata
- Vrydagzynea elongata
- Vrydagzynea endertii
- Vrydagzynea gracilis
- Vrydagzynea grandis
- Vrydagzynea grayi
- Vrydagzynea guppyi
- Vrydagzynea kerintjiensis
- Vrydagzynea lancifolia
- Vrydagzynea micronesiaca
- Vrydagzynea neohibernica
- Vrydagzynea novaguineensis
- Vrydagzynea nuda
- Vrydagzynea obliqua
- Vrydagzynea paludosa
- Vrydagzynea pauciflora
- Vrydagzynea purpurea
- Vrydagzynea salomonensis
- Vrydagzynea samoana
- Vrydagzynea schumanniana
- Vrydagzynea semicordata
- Vrydagzynea sessilifolia
- Vrydagzynea tilungensis
- Vrydagzynea tristriata
- Vrydagzynea truncicola
- Vrydagzynea uncinata
- Vrydagzynea weberi
- Vrydagzynea vitiensis
- Vrydagzynea vrydagzynoides